# Городской округ с внутригородским делением
Городской округ с внутригородским делением — тип муниципальных образований в России; городской округ, в состав которого входят внутригородские муниципальные образования — внутригородские районы.

## Характеристика
Статус городского округа с внутригородским делением как муниципального образования определён Федеральным законом от 6 октября 2003 года № 131-ФЗ «Об общих принципах организации местного самоуправления в Российской Федерации» с поправками, введёнными Федеральным законом от 27 мая 2014 года № 136-ФЗ, согласно которому городской округ с внутригородским делением — городской округ, в котором в соответствии с законом субъекта Российской Федерации образованы внутригородские районы как внутригородские муниципальные образования.

## История
Первым городским округом с внутригородским делением стал город Челябинск. По состоянию на 1 января 2021 года, в России насчитывалось три городских округа с внутригородским делением: Челябинский, Самара, Махачкала.
В 2024 году Челябинская область своим законом лишила Челябинск статуса городского округа с внутригородским делением , аналогичные проекты рассматриваются в Дагестане (по Махачкале) и в Самарской области (по Самаре).